# Rattery
Rattery lub Rattrey – wieś i civil parish w Anglii, w Devon, w dystrykcie South Hams. W 2011 civil parish liczyła 458 mieszkańców. Rattery jest wspomniana w Domesday Book (1086) jako Ratreu.